# 4053 Cherkasov
4053 Cherkasov је астероид главног астероидног појаса чија средња удаљеност од Сунца износи 2,338 астрономских јединица (АЈ).
Апсолутна магнитуда астероида је 13,3.